# سراي ملك
سراي ملك هي قرية في مقاطعة سلماس، إيران. عدد سكان هذه القرية هو 1,005 في سنة 2006.